# Françoise Héritier

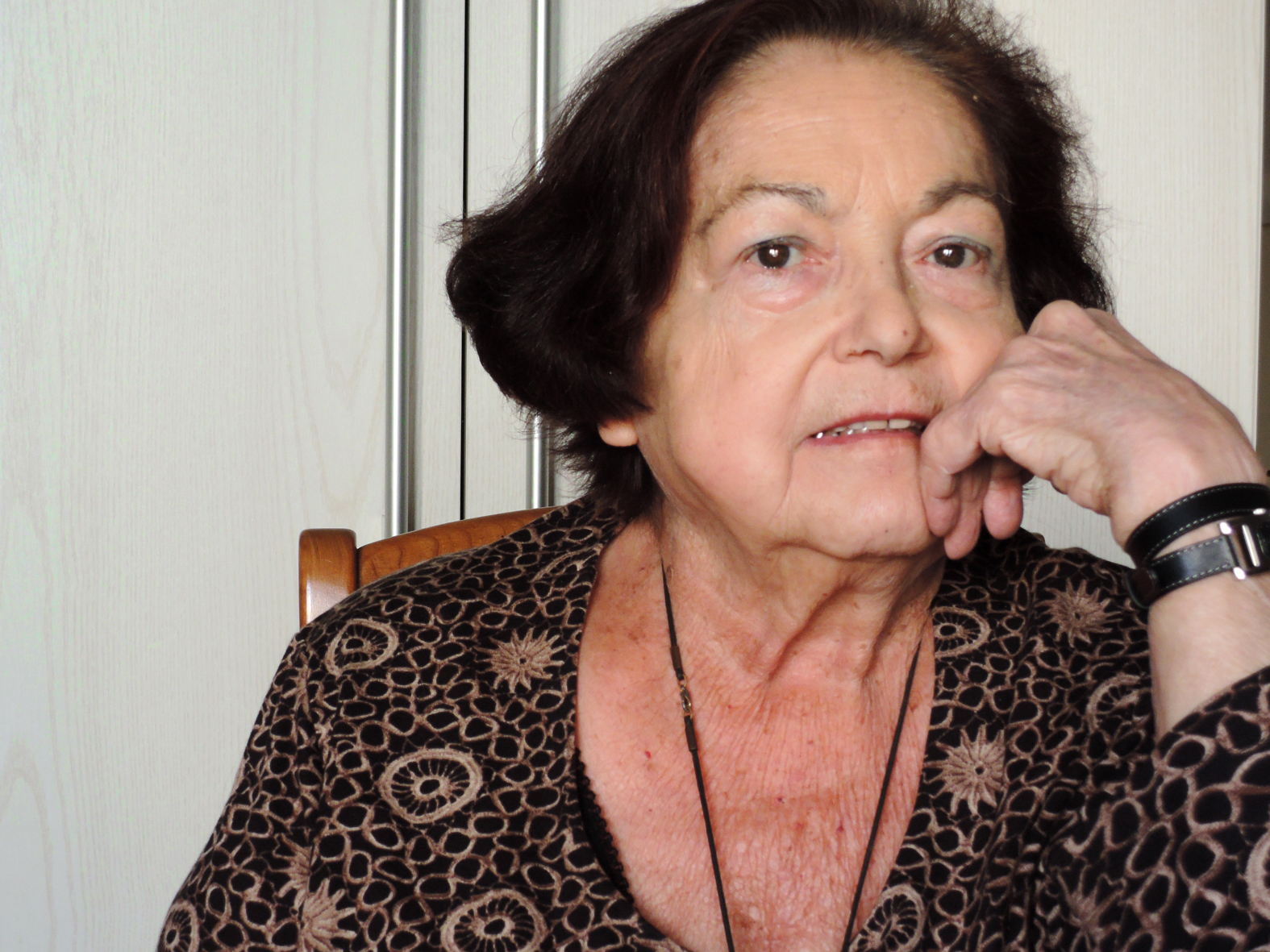
Françoise Héritier, 2014 in Paris

Françoise Héritier (* 15. November 1933 in Veauche, Loire; † 15. November 2017 in Paris) war eine französische Anthropologin, Ethnologin und Frauenrechtlerin. Sie war von 1982 bis 1998 Nachfolgerin von Claude Lévi-Strauss am Collège de France auf dem Lehrstuhl für vergleichende Studien afrikanischer Gesellschaften. Ihre Arbeiten befassten sich hauptsächlich mit der Theorie der Allianzen und dem Inzestverbot; beide Themenbereiche haben als zentrales Element den Frauentausch. Neben Lévi-Strauss wurde sie auch von Alfred Radcliffe-Brown beeinflusst.

## Leben
Françoise Héritier stammte aus dem Departement Loire und gehörte zu einem sozialen Milieu, das sie als „kleine und vernünftige Bourgeoisie, die aus der Bauernschaft hervorgegangen ist“, bezeichnete. Sie studierte in Paris, am Lycée Racine, und später in einer Classe préparatoire (hypokhâgne) am Lycée Fénelon. Beeinflusst durch ein Seminar von Claude Lévi-Strauss an der Sorbonne, in dem er über die „Joking relationship in Fidschi“ sprach, beschloss sie, Ethnologie zu studieren. Im Jahr 1957 begab sie sich mit dem Anthropologen Michel Izard, den sie später heiratete, auf eine Forschungsreise ins französische Obervolta (das heutige Burkina Faso).
Héritier war Teil der strukturalistischen Bewegung. Sie ist bekannt für ihre Arbeiten zur Theorie der Allianzen und zum Verbot des Inzests, die auf dem Konzept der Zirkulation von Frauen in der Gesellschaft basieren. Sie brachte die Konzepte des „Identischen“ und seiner „abstoßenden Frustration“ in die Kontinuität der Ansätze von Claude Lévi-Strauss und Alfred Radcliffe-Brown. In ihrer Konzeption der Gesellschaften konzentrierte sie sich besonders auf die Begriffe „Natur“ und „Umwelt“.
Wie Claude Lévi-Strauss und ihr Nachfolger Philippe Descola war Héritier zunächst Studienleiterin an der EHESS und wurde 1982 an das Collège de France auf den Lehrstuhl für Anthropologie berufen. Von 1998 bis 2001 war sie Mitglied des CNRS-Ethikausschusses.
In ihrem Buch Masculin/Féminin stellte sie fest, dass die Unterscheidung zwischen dem Weiblichen und dem Männlichen universell sei und überall existiere und dass der Mann fast immer als den Frauen überlegen angesehen werde. In ihrem Buch Masculin/Féminin I et II, De la Violence zeigte sie jedoch anhand zahlreicher Beispiele, dass das hierarchische Denken in Bezug auf Männer und Frauen ein kulturelles Konstrukt ist – und daher überdacht werden muss. Sie nannte dieses Konzept „die differentielle Valenz der Geschlechter“ (la valence différentielle des sexes), das sie dem von Pierre Bourdieu oder Maurice Godelier verwendeten Konzept der männlichen Dominanz vorzog.
Françoise Héritier war Ehrenmitglied des Vereins Femmes & Sciences seit dessen Gründung im Jahr 2000 und Ehrenmitglied des Vereins Femmes pour le dire, femmes pour agir (FDFA), der 2003 von Maudy Piot gegründet wurde. Sie war Mitglied des Patenschaftskomitees des Vereins Coordination française pour la décennie de la culture de non-violence et de paix. Seit seiner Gründung im Jahr 2001 unterstützte sie den Fonds Non-Violence XXI. Sie ist eine der Persönlichkeiten, die die Gründung des Fernsehsenders Arte initiiert hat.
Sie war mit Michel Izard und später mit Marc Augé verheiratet und veröffentlichte daher einige ihrer Werke unter den Namen Françoise Izard-Héritier oder Françoise Héritier-Augé.
Sie starb am 15. November 2017, an ihrem 84. Geburtstag, im Hôpital de la Salpêtrière in Paris.

## Preise und Auszeichnungen
- 1978: CNRS-Silbermedaille für ihre Arbeiten über das Funktionieren halbkomplexer Verwandtschafts- und Bündnissysteme[13]
- 1990: Wahl zum ordentlichen Mitglied der Academia Europaea[14]
- 1999: Ehrendoktorwürde der Universität Lausanne[15]
- 2003: Irène-Joliot-Curie-Preis[16]
- 2006: Ehrendoktorwürde der Universität Ottawa[17]
- 2011: Großes Kreuz des Verdienstordens Ordre national du Mérite[18]
- 2014: Großoffizier der Ehrenlegion[19]
- 2017: Sonderpreis für ihr Gesamtwerk bei der Bekanntgabe der Gewinnerinnen des Prix Femina[20]

## Werke
- Two Sisters and Their Mother: The Anthropology of Incest, MIT press, 2000
- Masculin Féminin II: Dissoudre la hiérarchie, Odile Jacob, 2002 – paper edition
- Masculin/Féminin: La pensée de la différence, Odile Jacob, 1996 – paper edition
- Au gré des jours, Odile Jacob, 2017 – paper edition; Prix Femina 2017 (Spezialpreis der Jury)[21]
- Le Sel de la vie, Odile Jacob, Paris 2012.
  - dt.: Das ist das Leben! Aus dem Franz. von Gaby Wurster. Knaus, München 2013, ISBN 978-3-8135-0527-6
  - engl.: The Sweetness of Life, Penguin, 2014.